# Amaduwa
Amaduwa – gaun wikas samiti we wschodniej części Nepalu w strefie Kośi w dystrykcie Sunsari. Według nepalskiego spisu powszechnego z 2001 roku liczył on 1688 gospodarstw domowych i 8772 mieszkańców (4187 kobiet i 4585 mężczyzn).